# Bede-Fazekas Szabolcs
Bede-Fazekas Szabolcs (Budapest, 1966. október 22. –)  magyar színész, a Pesti Magyar Színház társulatának tagja.

## Életpályája
Nővére után választotta a színészetet szakmájának. Előbb gyógypedagógus szeretett volna lenni, de miután nem vették föl a Gyógypedagógiai Főiskolára, az Arany János Színház Stúdiójánál egy évet töltött, majd a még Bodnár Sándor-féle Nemzeti Színház Stúdiójába ment, ahonnan jó eséllyel lehetett pályázni a színi főiskolára. A következő évben be is került, kezdetben Békés András növendékeként. 1993-ban végzett a Színház- és Filmművészeti Főiskolán Iglódi István osztályában. A főiskola után - bár hívták a Nemzeti Színházba és a Budapesti Kamaraszínházba is, - Verebes István ajánlatára a nyíregyházi Móricz Zsigmond Színház tagja lett. 1996-tól a Nemzeti Színház társulatához szerződött. A 2000. utáni névváltás után is a társulat, a Pesti Magyar Színház művésze maradt 2021-ig. 2021-2022 között szabadúszó volt. 2022-től a Thália Színház tagja.
Vendégművészként a Játékszín, a Piccoló Színház és az Utolsó Vonal Társulat előadásaiban is színpadra lépett.
Színházi szerepei mellett filmekben játszik és szinkronizál.
Szülei: Bede-Fazekas Csaba operaénekes és Regényi Márta. Testvérei: Annamária, Zsófia, Lóránt és Máté. Gyermekei: Bede-Fazekas Nóra (2011), Bede-Fazekas Péter (2013). Első felesége Járó Zsuzsa, színésznő volt, akitől elvált.

## Díjai
- 1994. a kulturális bizottság díja (Móricz Zsigmond Színház)[6]
- 1996. közönségdíj (Móricz Zsigmond Színház)[7]
- 1996. Ostar-díj a legjobb dalért (Kérek egy  kulcsot  a szívedhez című  sláger a Senki sem tökéletesben, 1. Ost-star (Kelet csillaga) gála, Nyíregyháza)[8]
- 1998. Farkas–Ratkó-díj
- 1998. és 1999. Rajz János-díj
- 2003. Sík Ferenc-emlékgyűrű
- 2015. Legjobb alakítás (Balsai Mónival a Liza, a rókatündérben) - Nocturna 2015, Madrid Nemzetközi Fantasztikus Filmek Fesztiválja[9][10][11]

## Színházi szerepei
| \| Szerző \| A darab címe \| Bemutató dátuma \| S z í n h á z \| Játszott szerep \| \| ---------------------------------------------------------------------------------------------------- \| ---------------------------------------------------- \| --------------- \| ----------------------------------------------------------- \| ------------------------------------- \| \| William Shakespeare \| Szentivánéji álom \| 1991. \| Nemzeti Színház Várszínház \| Lysander \| \| Boris Vian \| Mindenkit megnyúzunk \| 1991. \| Arizona Színház \| Harmadik amerikai és Francia kapitány \| \| Miguel de Cervantes Saavedra, Dale Wasserman \| La Mancha lovagja \| 1992. \| Szegedi Szabadtéri Játékok \| Öszvérhajcsár \| \| Kisvárdai Várszínház \| Pippin \| 1993. \| Roger O. Hirson \| Pippin \| \| Sławomir Mrożek \| Tangó \| 1993. \| Móricz Zsigmond Színház \| Artúr, a fiú \| \| Nóti Károly \| Nyitott ablak \| 1993. \| Móricz Zsigmond Színház \| Novotny \| \| Rákoss Péter \| Mumus \| 1994. \| Móricz Zsigmond Színház \| Dani \| \| Simon Gray \| Kicsengetés \| 1994. \| Móricz Zsigmond Színház Krúdy Kamaraszínpad \| Derek Meadle \| \| Szophoklész \| Philoktétész \| 1992. \| Ódry Színpad \| Philoktétész \| \| Colin Higgins \| Maude és Harold \| 1994. \| Móricz Zsigmond Színház \| Harold \| \| Anton Pavlovics Csehov \| Három nővér \| 1994. \| Móricz Zsigmond Színház Krúdy Kamaraszínpad \| Tuzenbach \| \| Fodor László \| Érettségi \| 1995. \| Móricz Zsigmond Színház \| Hegedűs tanár \| \| Verebes István \| Régi idők szocija \| 1995. \| Komédium \| \| \| Alfred Jarry \| Übü király \| 1995. \| Móricz Zsigmond Színház \| Bugrisláv királyfi \| \| Trevor Griffiths \| Komédiások \| 1995. \| Komédium \| Ged Murray \| \| Friedrich Dürrenmatt \| Ötödik Frank \| 1995. \| Móricz Zsigmond Színház \| Schmaltz \| \| George Bernard Shaw \| Szent Johanna \| 1996. \| Móricz Zsigmond Színház \| Károly \| \| Peter Stone \| Senki sem tökéletes avagy nincs, aki hűvösen szereti \| 1996. \| Móricz Zsigmond Színház \| Dzseri \| \| Móricz Zsigmond \| Tündérkert \| 1996. \| Móricz Zsigmond Színház \| Báthory \| \| Johann Nepomuk Nestroy, Heltai Jenő \| Lumpáciusz Vagabundusz vagy a három jómadár \| 1996. \| Nemzeti Színház \| Gyalu, ácslegény \| \| Alekszandr Vologyin \| Krimi a kőkorban \| 1987. \| Arany János Színház \| \| \| Madách Imre \| Az ember tragédiája \| 1997. \| Nemzeti Színház \| \| \| Shakespeare \| Tévedések vígjátéka \| 1997. \| Nemzeti Színház \| Szirakúzai Dromio \| \| Julius Brammer, Alfred Grünwald \| A montmartre-i ibolya \| 1997. \| Vörösmarty Színház \| Henry Murger, költő \| \| Mészöly Gábor \| Balassi \| 1997. \| Esztergomi Várszínház \| Fehérmaszkos \| \| Anton Pavlovics Csehov \| Apátlanul \| 1997. \| Nemzeti Színház - Várszínház \| Kirill, Glagoljev fia \| \| Shakespeare \| Romeo és Júlia \| 1998. \| Nemzeti Színház \| Mercutio \| \| Sütő András \| Balkáni gerle \| 1998. \| Nemzeti Színház \| Bendegúz (Lajosházi) \| \| Herczeg Ferenc \| Majomszínház \| 1999. \| Nemzeti Színház \| Tomy \| \| Tasnádi István, Kosztolányi Dezső \| Édes Anna \| 1999. \| Győri Nemzeti Színház Padlásszínház \| Patikárius Jancsi, Vizy unokaöccse \| \| John Millington Synge \| A nyugati világ bajnoka \| 1999. \| Nemzeti Színház Várszínház \| Cristopher Mahon \| \| Tennessee Williams \| Az ifjúság édes madara \| 1999. \| Nemzeti Színház Várszínház \| George Scudder \| \| Boldizsár Miklós, Bródy János \| István, a király \| 2000. \| Nemzeti Színház \| Pázmány \| \| Molière \| A nők iskolája \| 2000. \| Pesti Magyar Színház \| Horace, Ágnes szerelme \| \| Vörösmarty Mihály \| Csongor és Tünde \| 2000. \| Magyar Színház \| Kurrah \| \| Boldizsár Miklós, Bródy János \| István, a király \| 2001. \| Szegedi Szabadtéri Játékok \| Pázmány \| \| Shakespeare \| Téli rege \| 2001. \| Magyar Színház \| Autolycus, csavargó \| \| Heltai Jenő \| A néma levente \| 2001. \| Magyar Színház Siklósi Nyári Várszínház \| Beppó \| \| Georges Feydeau \| Zsákbamacska \| 2002. \| Vidám Színpad \| \| \| Heltai Jenő \| A néma levente \| 2002. \| Magyar Színház \| Beppo, Agárdi Péter csatlósa \| \| Alan Bennett \| Kafka farka \| 2002. \| Magyar Színház Sinkovits Imre Színpad \| Sydney \| \| Shakespeare \| Vízkereszt, vagy amit akartok \| 2002. \| Magyar Színház \| Bohóc \| \| Anthony Marriott, Bob Grant \| Nász-frász \| 2002. \| Vidám Színpad \| Clifford \| \| Füst Milán \| Margit kisasszony \| 2003. \| Jászai Mari Színház \| Hugó úr \| \| Nyikolaj Vasziljevics Gogol, Vidnyánszky Attila \| Az orr \| 2003. \| Magyar Színház \| Az orr \| \| Tennessee Williams \| Üvegfigurák \| 2004. \| Utolsó Vonal társulat Merlin Színház Kamaraterem \| \| \| Tamási Zoltán \| Gyilkos nap (Héroszok) \| 2004. \| Stúdió K Színház \| Éteri hangok \| \| Shakespeare \| A windsori víg nők \| 2004. \| Magyar Színház \| Pistol \| \| Molière \| Tudós nők \| 2004. \| Magyar Színház Sinkovits Imre Színpad \| Vadius, tudós \| \| Doris Dörrie \| Happy \| 2004. \| Játékszín \| Félix \| \| Balázs Ágnes \| Andersen, avagy a mesék meséje \| 2004. \| Magyar Színház \| Ole, mesemanó \| \| Nyikolaj Vasziljevics Gogol \| Háztűznéző \| 2009. \| Magyar Színház \| Kocskarjov \| \| Pozsgai Zsolt \| Boldog bolondok \| 2005. \| Magyar Színház Sinkovits Imre Színpad \| Wolfi-Wolfgang Amadeus Mozart \| \| Tamási Áron \| Vitéz lélek \| 2005. \| Gyulai Várszínház \| Kristóf \| \| Nathan Richard Nash \| Az esőcsináló \| 2006. \| Gózon Gyula Kamaraszínház \| Starbuck \| \| Heltai Jenő \| Naftalin \| 2006. \| Játékszín \| Szakolczay Bálint \| \| Federico García Lorca, Felhőfi Kiss László \| Szűzmuskátlirevolver \| 2005. \| Utolsó Vonal társulat, Városi Színház \| \| \| Nepp József és Ternovszky Béla (rajzfilm), Valla Attila, Szikora Róbert \| Macskafogó \| 2006. \| Magyar Színház \| Safranek \| \| Jean Anouilh \| Becket, vagy Isten becsülete \| 2007. \| Magyar Színház \| Lajos király \| \| Guy Bolton, P.G. Woodhouse, Howard Lindsay, Russel Crouse, Cole Porter, Timothy Crouse, John Weidman \| Mi jöhet még?! \| 2008. \| Ferencvárosi Nyári Játékok - Bakáts téri Szabadtéri Színpad \| János \| \| Guy Bolton, P.G. Woodhouse, Howard Lindsay, Russel Crouse, Cole Porter, Timothy Crouse, John Weidman \| Mi jöhet még?! \| 2008. \| Magyar Színház \| János \| \| Háy János \| Házasságon innen, házasságon túl \| 2008. \| Pesti Magyar Színház Sinkovits Imre Színpad \| Férfi (Feri) \| \| Molnár Ferenc \| Liliom \| 2010. \| Pesti Magyar Színház \| Az esztergályos; Kádár István \| \| David Gieselmann \| Kolpert úr \| 2010. \| Pesti Magyar Színház Sinkovits Imre Színpad \| Ralf Droht \| \| Tennessee Williams \| Macska a forró bádogtetőn \| 2011. \| Budapesti Kamaraszínház Tivoli \| Gooper Pollitt \| \| Tennessee Williams \| Macska a forró tetőn \| 2011. \| Pesti Magyar Színház \| Gooper Pollitt \| \| James Kirkwood, Nicholas Dante \| Michael Bennett emlékére \| 1988. \| Ódry Színpad \| \| \| George Bernard Shaw \| Az ördög cimborája \| 1991. \| Ódry Színpad \| Dudgeon Vilmos \| \| Stanisław Ignacy Witkiewicz \| Az anya \| 1992. \| Komédium \| Angolnay Albert, Apa \| \| Henri Meilhac, Ludovic Halévy \| Szép Heléna \| 1991. \| Ódry Színpad \| Akhilesz \| \| Eörsi István \| Az áldozat \| 1992. \| Arizona Színház Kisszínház \| Tacitus \| \| Pozsgai Zsolt \| A kölyök \| 1992. \| Arizona Színház \| Ec, 2. Szendvicsember \| \| Jaroslav Haąek \| A puccer és az óberlajtnant \| 1993. \| Ódry Színpad \| \| \| Hubay Miklós \| A cethal hátán \| 1995. \| Gyulai Várszínház \| János király \| \| Felhőfi Kiss László \| Farkasláb \| 2001. \| Utolsó Vonal Társulat - Szkéné Színház \| \| \| Bródy Sándor \| Rembrandt \| 1988. \| Színház- és Filmművészeti Főiskola Ódry Színpad \| Orvos \| \| Füst Milán, Galambos Péter, Faragó Zsuzsa \| A feleségem története \| 2010. \| Magyar Színház \| Kodor \| \| Georges Feydeau \| Osztrigás Mici \| 2011. \| Magyar Színház \| Du Grélé tábornok, Petypon nagybátyja \| \| Szép Ernő \| Lila ákác \| 2011. \| Magyar Színház \| Redő Oszi; Kocsis \| \| Lázár Ervin \| A kisfiú meg az oroszlánok \| 2012. \| Magyar Színház \| Bruckner Szigfrid, az öreg oroszlán \| \| Heinrich von Kleist, Tasnádi István \| Közellenség \| 2013. \| Magyar Színház \| Szomszéd és Luther Márton \| \| William Shakespeare, Mészöly Dezső \| Romeó és Júlia \| 2014. \| Magyar Színház \| Montague \| \| Molnár-Keresztyén Gabriella, Alekszandr Szergejevics Puskin \| Anyegin \| 2014. \| Magyar Színház Sinkovits Imre Stúdiószínpad \| Larin; Kapitány; Herceg \| \| Astrid Lindgren, Tótfalusi István \| Harisnyás Pippi \| 2015. \| Magyar Színház \| Cirkuszigazgató; Rabló; Matróz \| \| Jean-Claude Carrière \| NAPLÓ, avagy a Don Juan-katalógus \| 2015. \| Magyar Színház Sinkovits Imre Stúdiószínpad \| Jean-Jacques \| \| \| \| . \| \| \| |                                                      |                 |                                                             |                                       |
| Szerző | A darab címe                                         | Bemutató dátuma | S z í n h á z                                               | Játszott szerep                       |
| William Shakespeare | Szentivánéji álom                                    | 1991.           | Nemzeti Színház Várszínház                                  | Lysander                              |
| Boris Vian | Mindenkit megnyúzunk                                 | 1991.           | Arizona Színház                                             | Harmadik amerikai és Francia kapitány |
| Miguel de Cervantes Saavedra, Dale Wasserman | La Mancha lovagja                                    | 1992.           | Szegedi Szabadtéri Játékok                                  | Öszvérhajcsár                         |
| Kisvárdai Várszínház | Pippin                                               | 1993.           | Roger O. Hirson                                             | Pippin                                |
| Sławomir Mrożek | Tangó                                                | 1993.           | Móricz Zsigmond Színház                                     | Artúr, a fiú                          |
| Nóti Károly | Nyitott ablak                                        | 1993.           | Móricz Zsigmond Színház                                     | Novotny                               |
| Rákoss Péter | Mumus                                                | 1994.           | Móricz Zsigmond Színház                                     | Dani                                  |
| Simon Gray | Kicsengetés                                          | 1994.           | Móricz Zsigmond Színház Krúdy Kamaraszínpad                 | Derek Meadle                          |
| Szophoklész | Philoktétész                                         | 1992.           | Ódry Színpad                                                | Philoktétész                          |
| Colin Higgins | Maude és Harold                                      | 1994.           | Móricz Zsigmond Színház                                     | Harold                                |
| Anton Pavlovics Csehov | Három nővér                                          | 1994.           | Móricz Zsigmond Színház Krúdy Kamaraszínpad                 | Tuzenbach                             |
| Fodor László | Érettségi                                            | 1995.           | Móricz Zsigmond Színház                                     | Hegedűs tanár                         |
| Verebes István | Régi idők szocija                                    | 1995.           | Komédium                                                    |                                       |
| Alfred Jarry | Übü király                                           | 1995.           | Móricz Zsigmond Színház                                     | Bugrisláv királyfi                    |
| Trevor Griffiths | Komédiások                                           | 1995.           | Komédium                                                    | Ged Murray                            |
| Friedrich Dürrenmatt | Ötödik Frank                                         | 1995.           | Móricz Zsigmond Színház                                     | Schmaltz                              |
| George Bernard Shaw | Szent Johanna                                        | 1996.           | Móricz Zsigmond Színház                                     | Károly                                |
| Peter Stone | Senki sem tökéletes avagy nincs, aki hűvösen szereti | 1996.           | Móricz Zsigmond Színház                                     | Dzseri                                |
| Móricz Zsigmond | Tündérkert                                           | 1996.           | Móricz Zsigmond Színház                                     | Báthory                               |
| Johann Nepomuk Nestroy, Heltai Jenő | Lumpáciusz Vagabundusz vagy a három jómadár          | 1996.           | Nemzeti Színház                                             | Gyalu, ácslegény                      |
| Alekszandr Vologyin | Krimi a kőkorban                                     | 1987.           | Arany János Színház                                         |                                       |
| Madách Imre | Az ember tragédiája                                  | 1997.           | Nemzeti Színház                                             |                                       |
| Shakespeare | Tévedések vígjátéka                                  | 1997.           | Nemzeti Színház                                             | Szirakúzai Dromio                     |
| Julius Brammer, Alfred Grünwald | A montmartre-i ibolya                                | 1997.           | Vörösmarty Színház                                          | Henry Murger, költő                   |
| Mészöly Gábor | Balassi                                              | 1997.           | Esztergomi Várszínház                                       | Fehérmaszkos                          |
| Anton Pavlovics Csehov | Apátlanul                                            | 1997.           | Nemzeti Színház - Várszínház                                | Kirill, Glagoljev fia                 |
| Shakespeare | Romeo és Júlia                                       | 1998.           | Nemzeti Színház                                             | Mercutio                              |
| Sütő András | Balkáni gerle                                        | 1998.           | Nemzeti Színház                                             | Bendegúz (Lajosházi)                  |
| Herczeg Ferenc | Majomszínház                                         | 1999.           | Nemzeti Színház                                             | Tomy                                  |
| Tasnádi István, Kosztolányi Dezső | Édes Anna                                            | 1999.           | Győri Nemzeti Színház Padlásszínház                         | Patikárius Jancsi, Vizy unokaöccse    |
| John Millington Synge | A nyugati világ bajnoka                              | 1999.           | Nemzeti Színház Várszínház                                  | Cristopher Mahon                      |
| Tennessee Williams | Az ifjúság édes madara                               | 1999.           | Nemzeti Színház Várszínház                                  | George Scudder                        |
| Boldizsár Miklós, Bródy János | István, a király                                     | 2000.           | Nemzeti Színház                                             | Pázmány                               |
| Molière | A nők iskolája                                       | 2000.           | Pesti Magyar Színház                                        | Horace, Ágnes szerelme                |
| Vörösmarty Mihály | Csongor és Tünde                                     | 2000.           | Magyar Színház                                              | Kurrah                                |
| Boldizsár Miklós, Bródy János | István, a király                                     | 2001.           | Szegedi Szabadtéri Játékok                                  | Pázmány                               |
| Shakespeare | Téli rege                                            | 2001.           | Magyar Színház                                              | Autolycus, csavargó                   |
| Heltai Jenő | A néma levente                                       | 2001.           | Magyar Színház Siklósi Nyári Várszínház                     | Beppó                                 |
| Georges Feydeau | Zsákbamacska                                         | 2002.           | Vidám Színpad                                               |                                       |
| Heltai Jenő | A néma levente                                       | 2002.           | Magyar Színház                                              | Beppo, Agárdi Péter csatlósa          |
| Alan Bennett | Kafka farka                                          | 2002.           | Magyar Színház Sinkovits Imre Színpad                       | Sydney                                |
| Shakespeare | Vízkereszt, vagy amit akartok                        | 2002.           | Magyar Színház                                              | Bohóc                                 |
| Anthony Marriott, Bob Grant | Nász-frász                                           | 2002.           | Vidám Színpad                                               | Clifford                              |
| Füst Milán | Margit kisasszony                                    | 2003.           | Jászai Mari Színház                                         | Hugó úr                               |
| Nyikolaj Vasziljevics Gogol, Vidnyánszky Attila | Az orr                                               | 2003.           | Magyar Színház                                              | Az orr                                |
| Tennessee Williams | Üvegfigurák                                          | 2004.           | Utolsó Vonal társulat Merlin Színház Kamaraterem            |                                       |
| Tamási Zoltán | Gyilkos nap (Héroszok)                               | 2004.           | Stúdió K Színház                                            | Éteri hangok                          |
| Shakespeare | A windsori víg nők                                   | 2004.           | Magyar Színház                                              | Pistol                                |
| Molière | Tudós nők                                            | 2004.           | Magyar Színház Sinkovits Imre Színpad                       | Vadius, tudós                         |
| Doris Dörrie | Happy                                                | 2004.           | Játékszín                                                   | Félix                                 |
| Balázs Ágnes | Andersen, avagy a mesék meséje                       | 2004.           | Magyar Színház                                              | Ole, mesemanó                         |
| Nyikolaj Vasziljevics Gogol | Háztűznéző                                           | 2009.           | Magyar Színház                                              | Kocskarjov                            |
| Pozsgai Zsolt | Boldog bolondok                                      | 2005.           | Magyar Színház Sinkovits Imre Színpad                       | Wolfi-Wolfgang Amadeus Mozart         |
| Tamási Áron | Vitéz lélek                                          | 2005.           | Gyulai Várszínház                                           | Kristóf                               |
| Nathan Richard Nash | Az esőcsináló                                        | 2006.           | Gózon Gyula Kamaraszínház                                   | Starbuck                              |
| Heltai Jenő | Naftalin                                             | 2006.           | Játékszín                                                   | Szakolczay Bálint                     |
| Federico García Lorca, Felhőfi Kiss László | Szűzmuskátlirevolver                                 | 2005.           | Utolsó Vonal társulat, Városi Színház                       |                                       |
| Nepp József és Ternovszky Béla (rajzfilm), Valla Attila, Szikora Róbert | Macskafogó                                           | 2006.           | Magyar Színház                                              | Safranek                              |
| Jean Anouilh | Becket, vagy Isten becsülete                         | 2007.           | Magyar Színház                                              | Lajos király                          |
| Guy Bolton, P.G. Woodhouse, Howard Lindsay, Russel Crouse, Cole Porter, Timothy Crouse, John Weidman | Mi jöhet még?!                                       | 2008.           | Ferencvárosi Nyári Játékok - Bakáts téri Szabadtéri Színpad | János                                 |
| Guy Bolton, P.G. Woodhouse, Howard Lindsay, Russel Crouse, Cole Porter, Timothy Crouse, John Weidman | Mi jöhet még?!                                       | 2008.           | Magyar Színház                                              | János                                 |
| Háy János | Házasságon innen, házasságon túl                     | 2008.           | Pesti Magyar Színház Sinkovits Imre Színpad                 | Férfi (Feri)                          |
| Molnár Ferenc | Liliom                                               | 2010.           | Pesti Magyar Színház                                        | Az esztergályos; Kádár István         |
| David Gieselmann | Kolpert úr                                           | 2010.           | Pesti Magyar Színház Sinkovits Imre Színpad                 | Ralf Droht                            |
| Tennessee Williams | Macska a forró bádogtetőn                            | 2011.           | Budapesti Kamaraszínház Tivoli                              | Gooper Pollitt                        |
| Tennessee Williams | Macska a forró tetőn                                 | 2011.           | Pesti Magyar Színház                                        | Gooper Pollitt                        |
| James Kirkwood, Nicholas Dante | Michael Bennett emlékére                             | 1988.           | Ódry Színpad                                                |                                       |
| George Bernard Shaw | Az ördög cimborája                                   | 1991.           | Ódry Színpad                                                | Dudgeon Vilmos                        |
| Stanisław Ignacy Witkiewicz | Az anya                                              | 1992.           | Komédium                                                    | Angolnay Albert, Apa                  |
| Henri Meilhac, Ludovic Halévy | Szép Heléna                                          | 1991.           | Ódry Színpad                                                | Akhilesz                              |
| Eörsi István | Az áldozat                                           | 1992.           | Arizona Színház Kisszínház                                  | Tacitus                               |
| Pozsgai Zsolt | A kölyök                                             | 1992.           | Arizona Színház                                             | Ec, 2. Szendvicsember                 |
| Jaroslav Haąek | A puccer és az óberlajtnant                          | 1993.           | Ódry Színpad                                                |                                       |
| Hubay Miklós | A cethal hátán                                       | 1995.           | Gyulai Várszínház                                           | János király                          |
| Felhőfi Kiss László | Farkasláb                                            | 2001.           | Utolsó Vonal Társulat - Szkéné Színház                      |                                       |
| Bródy Sándor | Rembrandt                                            | 1988.           | Színház- és Filmművészeti Főiskola Ódry Színpad             | Orvos                                 |
| Füst Milán, Galambos Péter, Faragó Zsuzsa | A feleségem története                                | 2010.           | Magyar Színház                                              | Kodor                                 |
| Georges Feydeau | Osztrigás Mici                                       | 2011.           | Magyar Színház                                              | Du Grélé tábornok, Petypon nagybátyja |
| Szép Ernő | Lila ákác                                            | 2011.           | Magyar Színház                                              | Redő Oszi; Kocsis                     |
| Lázár Ervin | A kisfiú meg az oroszlánok                           | 2012.           | Magyar Színház                                              | Bruckner Szigfrid, az öreg oroszlán   |
| Heinrich von Kleist, Tasnádi István | Közellenség                                          | 2013.           | Magyar Színház                                              | Szomszéd és Luther Márton             |
| William Shakespeare, Mészöly Dezső | Romeó és Júlia                                       | 2014.           | Magyar Színház                                              | Montague                              |
| Molnár-Keresztyén Gabriella, Alekszandr Szergejevics Puskin | Anyegin                                              | 2014.           | Magyar Színház Sinkovits Imre Stúdiószínpad                 | Larin; Kapitány; Herceg               |
| Astrid Lindgren, Tótfalusi István | Harisnyás Pippi                                      | 2015.           | Magyar Színház                                              | Cirkuszigazgató; Rabló; Matróz        |
| Jean-Claude Carrière | NAPLÓ, avagy a Don Juan-katalógus                    | 2015.           | Magyar Színház Sinkovits Imre Stúdiószínpad                 | Jean-Jacques                          |
| |                                                      | .               |                                                             |                                       |

### Jelenleg játszott szerepei
Az utolsó módosítás ebben a szakaszban:  2016. november 25., 21:48 (CET)
A Pesti Magyar Színházban:
- Háy János: Házasságon innen, házasságon túl - FÉRFI (Feri)
- Astrid Lindgren, Tótfalusi István: Harisnyás Pippi - CIRKUSZIGAZGATÓ, RABLÓ, MATRÓZ
- Jean-Claude Carrière: A napló, avagy a Don Juan-katalógus - Jean-Jacques[13]
- Dobozy Imre: A tizedes meg a többiek - TIZEDES[14]
- Dés László, Nemes István, Böhm György, Korcsmáros György, Horváth Péter, Radványi Géza, Balázs Béla: Valahol Európában - EGYENRUHÁS[15]

## Televíziós, filmes szerepei
- 1987, Szomszédok (sorozat) – Pincér
- 1988-1991, Angyalbőrben (sorozat) –  Csergő Ferenc
- 1992, Live Show (film) -
- 1992, Kutyakomédiák (sorozat) -
- 1996, Kisváros (sorozat) - Jocó, autótolvaj
- 1997, Szökés -
- 1997, Miért pont én? (sorozat) Boldizsár, a vőlegény
- 1998, TV a város szélén (sorozat) - Georg[16] / Kajtár Lóránt 'Kisfiú'[17]
- 2001, Feri és az édes élet - Vendég
- 2002, Valami Amerika - Jocó, a kaszkadőr
- 2003, A négyes pálya (TV mini-sorozat) -
- 2004, A temetetlen halott -
- 2007, Buhera mátrix - Balogh (lakótárs)
- 2007, Andersen, avagy a mesék meséje - Ole a mesemanó
- 2007, 3 (történet a szerelemröl) (rövidfilm) - férj[18]
- 2008, Secret Adventure of Sleepy Man / Álmatag férfiak titkos kalandjai (rövidfilm) - férj (Sleepy Man)[18][19]
- 2007-2010, Tűzvonalban (akciósorozat) – Alter – Vida Péter százados/őrnagy
- 2000-2011, Gálvölgyi Show – Various / Katona (A tábor)
- 2013, Munkaügyek (vígjátéksorozat) – László
- 2013, Hacktion: Újratöltve (akciósorozat) – Dániel
- 2013, Végzős kezdők (akciósorozat)[20]
- 2015, Liza, a rókatündér (játékfilm) – Zoltán zászlós
- 2015, Aranyélet (sorozat) – Telki százados
- 2016, Jóban Rosszban (sorozat) – Dobos Csaba
- 2016, Csak színház és más semmi - A Klikk főszerkesztője
- 2017, A mi kis falunk (sorozat) – Vércse ezredes
- 2018, X – A rendszerből törölve – Feri[21]
- 2018, Korhatáros szerelem
- 2018, Tóth János – Kommandós vezető
- 2019, Cseppben az élet – Nógrádi
- 2019-2020, Drága örökösök – Gáll Mihály
- 2019, A tanár - Gyula rokona
- 2021–2022, Keresztanyu – Kozma Gábor
- 2021, Elk*rtuk – Szilvásy György
- 2022, Hotel Margaret – Losonczi Gyula
- 2022, A Séf meg a többiek – Poligráfos szakember
- 2022–2024, Drága örökösök – A visszatérés – Gáll Mihály
- 2023, Radics Béla - A megátkozott ember – Fenyvesi elvtárs
- 2025, Pokoli rokonok – Aczél Tihamér

## Szinkronszerepei
- Egy Csodálatos Elme (A Beautiful Mind, 2001): Sol - Adam Goldberg
- Római vakáció (Roman Holiday, 1953): Taxis - Alfredo Rizzo
- Felvonó a vérpadra (Ascenseur pour l'échafaud, 1958): Cherrier felügyelő segédje - Charles Denner
- Dundee őrnagy (Major Dundee, 1965): O.W. Hadley - Warren Oates
- Hawaii (Hawaii, 1966): Keoki - Manu Tupou
- Alíz Csodaországban (Alice's Adventures in Wonderland, 1972): Pat, a kertész - Freddie Earlle
- Piedone 1.: Piedone, a zsaru (Piedone lo sbirro, 1973): Jho, az amerikai katona - Jho Jhenkins
- Fényes nyergek (Blazing Saddles, 1974): Jim - Gene Wilder
- Piedone 2.: Piedone Hong-Kongban (Piedone a Hong Kong, 1975): Jho, az amerikai katona - Jho Jhenkins
- Grease 2. (Grease 2, 1982): Louis DiMucci - Peter Frechette
- Stephen King: Tűzgyújtó (Firestarter, 1984): Andrew `Andy` McGee - David Keith
- Különös kísérlet (Weird Science, 1985): Chet Donnelly - Bill Paxton
- Teen Wolf (Teen Wolf, 1985): Lewis - Matt Adler
- A víz mindent visz (Water, 1985): Baxter - Michael Caine
- Vörös Szonja (Red Sonja, 1985): Kalidor - Arnold Schwarzenegger
- Stephen King: Maximális túlhajtás (Maximum Overdrive, 1986): Curtis - John Short
- Piszkos tizenkettő - Végzetes küldetés (The Dirty Dozen: Fatal Mission, 1988): Holt őrmester - Jeff Conaway
- Terminátor 2. - Az ítélet napja (Terminator 2: Judgment Day, 1991): Kyle Reese - Michael Biehn
- Egy asszony illata (Scent of a Woman, 1992): Trent Potter - Todd Louiso
- Csillagkapu (Stargate, 1994): Kawalsky hadnagy - John Diehl
- Screamers - Az elhagyott bolygó (Screamers, 1995): Ace Jefferson - Andrew Lauer
- Strange Days - A halál napja (Strange Days, 1995): Philo Gant - Michael Wincott
- Az áru (Pusher, 1996): Tonny - Mads Mikkelsen
- Julie De Marco (The Pallbearer, 1996): Brad Schorr - Michael Rapaport
- Rómeó és Júlia (Romeo + Juliet, 1996): Dave Paris - Paul Rudd
- Sötét angyal (Dark Angel, 1996): Vance Pickett - Paul Calderon
- Tűzhányó (Volcano, 1997): Norman Calder - John Corbett
- Meteoritok (Meteorites!, 1998): John Whitehorse seriff - Pato Hoffmann
- Őrület sodrában (Break Up, 1998): Frankie Dade - Hart Bochner
- Psycho (Psycho, 1998): Samuel `Sam` Loomis - Viggo Mortensen
- Rajtaütés (Knock Off, 1998): Han - Michael Wong
- Rejtélyes alkony (Twilight, 1998): Reuben Escobar - Giancarlo Esposito
- Szicíliai testvérek, avagy ahogyan nevettünk (Così ridevano, 1998): Rosario - Claudio Contartese
- Születésnap (Festen, 1998): Michael - Thomas Bo Larsen
- A terror háza (Dream House, 1998): Michael Thornton - Dan Petronijevic
- Feltámadás (Resurrection, 1999): Andrew Hollinsworth nyomozó - Leland Orser
- 28 nap (28 Days, 2000): Oliver - Mike O'Malley
- Brókerarcok (Boiler Room, 2000): Adam - Jamie Kennedy
- A csavargó (The Stray, 2000): Gil Draper - Stefan Lysenko
- Férfibecsület (Men of Honor, 2000): Hartigan kapitány - David Keith
- Fogságban (Agent Red, 2000): Jack Colson hadnagy - Tony Becker
- József, az álmok királya (Joseph: King of Dreams, 2000): Simeon (hangja) - Steven Weber
- Sakáltanya (Coyote Ugly, 2000): Kevin O`Donnell - Adam Garcia
- A vörös bolygó (Red Planet, 2000): Ted Santen százados - Benjamin Bratt
- Lara Croft: Tomb Raider (Lara Croft: Tomb Raider, 2001): Hillary - Chris Barrie
- Másodpercekre a haláltól (Ticker, 2001): Art `Fuzzy` Rice nyomozó - Nas
- Moulin Rouge (Moulin Rouge!, 2001): A narkolepsziás argentin - Jacek Koman
- Sebhelyek (Exit Wounds, 2001): Latrell Walker - DMX
- Monte Cristo grófja (The Count of Monte Cristo, 2002): Jacopo - Luis Guzmán
- Az utolsó éjjel (25th Hour, 2002): Kostya Novotny - Tony Siragusa
- xXx (xXx, 2002): Kolja - Petr Jákl
- Lara Croft: Tomb Raider 2. - Az élet bölcsője (Lara Croft Tomb Raider: The Cradle of Life, 2003): Hillary - Chris Barrie
- Londoni csapás (Shanghai Knights, 2003): Lord Nelson Rathbone - Aidan Gillen
- A szövetség (The League of Extraordinary Gentlemen, 2003): Láthatatlan ember / Rodney Skinner - Tony Curran
- 7 törpe (7 Zwerge, 2004): Cloudy - Boris Aljinovic
- Alien vs. Predator - A halál a ragadozó ellen (AVP: Alien vs. Predator, 2004): Mark Verheiden - Tommy Flanagan
- Bionicle 2. - Metru Nui legendája (Bionicle 2: Legends of Metru-Nui, 2004): Nuju (hangja) - Trevor Devall
- Döglött hal (Dead Fish, 2004): Dragan - Karel Roden
- A elveszett kristály nyomában (Back to Gaya, 2004): Galagonya (hangja) - John Guerrasio
- Bionicle 3. - Árnyak hálója (Bionicle 3: Web of Shadows, 2005): Nuju (hangja)
- Casanova (Casanova, 2005): Andolini - Ben Moor
- Havas csodák (Snow Wonder, 2005): Luke - Eric Szmanda
- A hét kard legendája (Qi jian, 2005): Tűzszél - Honglei Sun
- Serenity (Serenity, 2005): Jayne - Adam Baldwin
- Szexi és halálos (Lethal, 2005): Ethan Marshall - Frank Zagarino
- A 7 törpe visszatér, avagy az erdő nem elég (7 Zwerge - Der Wald ist nicht genug, 2006): Cloudy - Boris Aljinovic
- Fekete dicsőség (Glory Road, 2006): Don Haskins - Josh Lucas
- Hullámtörők (The Guardian, 2006): Vad Bill - Alex Daniels
- A mennyei prófécia (The Celestine Prophecy, 2006): John -Matthew Settle
- A királyság (The Kingdom, 2007): Faris Al Ghazi ezredes - Ashraf Barhom
- Transformers (Transformers, 2007): Epps őrmester - Tyrese Gibson
- Zsaruk bevetésen - A film (Reno 911!: Miami, 2007): S. Jones járőr - Cedric Yarbrough
- Transformers 2.: A bukottak bosszúja (Transformers: Revenge of the Fallen, 2009): Epps őrmester - Tyrese Gibson
- Janie Jones (Janie Jones, 2010): Ethan Brand - Alessandro Nivola
- Transformers 3. (Transformers: Dark of the Moon, 2011): Epps - Tyrese Gibson
- Abraham Lincoln, a vámpírvadász (Abraham Lincoln: Vampire Hunter, 2012): Jack Barts - Marton Csokas
- A Mikulás mentőakció (Saving Santa, 2013)[22]
- Bates Motel - Psycho a kezdetektől (Bates Motel, 2013–2017): Alex Romero seriff - Nestor Carbonell[23]
- Feketelista (The Blacklist, 2013): Raymond 'Red' Reddington - James Spader[24][25]
- Parafalva (Spooksville, 2014): George Freeman - Steve Bacic[26][27][28]
- Obi-Wan Kenobi (Obi-Wan Kenobi, 2022): Roken - O’Shea Jackson Jr.